# Marharyta Hejko
Marharyta Hejko (ukr. Маргарита Гейко, ur. 16 lutego 2006) – ukraińska siatkarka, reprezentantka kraju, grająca na pozycji atakującej.

## Sukcesy klubowe
Superpuchar Ukrainy:
- 2023[6]

Puchar Ukrainy:
- 2024[7]

Mistrzostwo Ukrainy:
- 2024[8]

## Sukcesy reprezentacyjne
Złota Liga Europejska:
- 2023[9]